# Marcus Tullius Cicero
Marcus Tullius Cicero (Latijnse uitspraak: [ˈkɪkɛroː]) (Arpinum, 3 januari 106 v.Chr. – Caieta, 7 december 43 v.Chr. ) was een Romeins redenaar, politicus, advocaat en filosoof. Zijn leven speelde zich af tijdens de overgang van de Romeinse Republiek naar het keizerrijk. Hij was zelf erg betrokken bij de belangrijkste politieke gebeurtenissen in die tijd. Cicero's geschriften geven daarom een belangrijk, maar vanzelfsprekend gekleurd inzicht in die periode.

## Levensloop

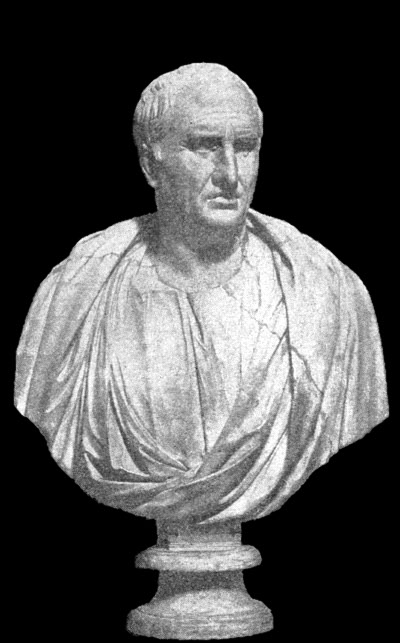
Buste van Cicero

Cicero is de enige Romein uit de klassieke periode van wie een bijna volledige biografie bewaard is in de volgende bronnen:
- Cicero vertelt in zijn redevoeringen en werken veel over zichzelf (semiautobiografisch).
- Vrienden van hem, onder wie Titus Pomponius Atticus en Cornelius Nepos, hebben over zijn leven geschreven.
- Er is van Cicero een vrij omvangrijke briefwisseling bewaard gebleven.

### Jeugd
Cicero werd geboren in Arpinum (het huidige Arpino), in een rijke familie van landeigenaren, de Tullii. De politieke posities werden in die tijd vooral bezet door rijke families en hoewel Cicero's familie rijk was, had zij geen grote politieke invloed. Cicero, die al van jongs af aan een politieke ambitie koesterde, groeide op met een afkeer van de rijkere en beroemdere families in Arpinum.
Zonder noemenswaardige achtergrond had Cicero weinig kans op een politieke carrière. Een succesvolle militaire carrière was doorgaans een goede manier om door te dringen tot de Romeinse politiek, maar Cicero had een grondige afkeer van oorlog. Opmerkelijk was wel dat de vermogende familie van zijn echtgenote Terentia Varrones, met wie hij in 79 v.Chr. in het huwelijk trad, hem heeft gesteund bij de uitbouw van zijn politieke carrière.

### Begin van zijn politieke loopbaan
Cicero begon zijn carrière als advocaat tijdens het bewind van dictator Sulla. Als advocaat verwierf hij grote naam onder meer vanwege het verdedigen van Sextus Roscius junior. Cicero ging daarna voor langere tijd op studiereis naar Griekenland. Toen hij terugkeerde werd hij in Rome tot quaestor gekozen. Als zodanig was hij in Sicilië verantwoordelijk voor de toevoer van graan naar Rome. Dat was in die tijd een belangrijke functie. Hij had veel succes met name vanwege een goede samenwerking met de Sicilianen.
De nieuwe gouverneur van Sicilië, Verres, had de provincie volledig leeggeroofd en de Sicilianen hadden Cicero gevraagd om Verres aan te klagen. Cicero werd bij dit proces aan alle kanten tegengewerkt door vrienden van Verres. Ook kwamen de verkiezingen van aedile eraan en raakt Cicero in tijdnood; dus besloot hij een heel korte redevoering te schrijven vol met bewijsmateriaal. Dit had Hortensius, een van de beroemdste advocaten van die tijd en verdediger van Verres, niet verwacht en Cicero won de zaak en vestigde zijn roem. Later publiceerde hij de andere redevoeringen voor het proces Verres, waarin hij veel kritiek had op de "homines arrogantes", de optimates die het volk uitbuitten. Hiermee toonde hij zich een kritische aanhanger van de optimaten. Als aanklager had Cicero bovendien het recht om alle titels over te nemen van iemand die hij succesvol door het gerecht had laten veroordelen. Verres was praetor geweest en Cicero genoot nu alle voordelen van deze nieuwe maatschappelijke status. Zo mocht hij nu als eerste spreken in een debat tussen senatoren die nog niet de titel van praetor droegen. Voor de ambitieuze Cicero was dit een cruciaal privilege dat zijn politieke carrière zeer ten goede kwam.
Hij had het motto aangenomen dat aan Achilles werd toegeschreven, altijd de beste te zijn en de rest te overtreffen. In zijn politieke ambitie werd hij echter nog steeds gehinderd door zijn gebrek aan achtergrond. Daarbij kwam nog dat de vorige Homo Novus (Nieuwe Man, een consul zonder voorvaders met de positie van consul), de politiek radicale Gaius Marius was. Gedurende zijn leven bleef Cicero de terugkerende vergelijking met Gaius Marius (die ook uit een Arpinische familie stamde, doch tot de populares behoorde) haten.
In 63 v.Chr. werd Cicero consul, als eerste Homo Novus sinds 30 jaar. Zijn ambtgenoot was Gaius Antonius Hybrida. De enige significante prestatie tijdens Cicero's ambtstermijn was het verijdelen van een vermeend complot, dat tot doel had de Romeinse Republiek ten val te brengen, opgezet door Lucius Sergius Catilina, de tegenstander van Cicero in de consulverkiezing. Cicero kondigde een staat van beleg af (senatus consultum de re publica defendenda of senatus consultum ultimum) en liet een handvol bondgenoten van Catilina folteren en executeren. Hij ontving hiervoor de eretitel "Pater Patriae", maar leefde de jaren daarop in angst voor vervolging wegens het ter dood veroordelen van Romeinse burgers zonder (ernstig) proces.

### Politieke turbulentie
In december 62 v.Chr. werd Publius Clodius Pulcher, een jonge man met een zeer slechte reputatie, verkleed als harpspeelster betrapt bij het feest van Bona Dea in het huis van de toenmalige pontifex maximus, Julius Caesar. Dit was een feest waar uitsluitend vrouwen aanwezig mochten zijn. Dit schandaal staat bekend als het Bona Dea-schandaal. Cicero pleitte in een proces tegen Clodius Pulcher, maar deze werd vrijgesproken, ondanks Cicero's bewijzen. Clodius had namelijk de jury omgekocht.
Na een politieke turbulente periode verenigden in 60 v.Chr. Julius Caesar, Pompeius en Crassus hun krachten om de Romeinse politiek over te nemen. Dit triumviraat (driemanschap) betaalde de uitstaande schulden van Cicero (die er niet in slaagde zijn geld zuinig te beheren) af. Hij betaalde de schuld die hij hierdoor had bij het triumviraat af als advocaat. Het drietal probeerde Cicero over te halen zich bij hen te voegen, maar na een periode van aarzeling besloot hij dat zijn loyaliteit aan de Senaat en het Republikeinse ideaal sterker was.
In 58 v.Chr. introduceerde Clodius Pulcher, lid van de populares, een wet op grond waarvan iemand die Romeinse burgers zonder proces liet executeren verbannen moest worden. Aangezien Cicero als consul in 63 v.Chr. had gezorgd voor de standrechtelijke executie van vijf mannen, lijdt het geen twijfel dat hij het doelwit van Clodius' wetsvoorstel is geweest. Cicero verdedigde zich met het argument dat het senatus consultum ultimum hem tijdelijk de macht van dictator had gegeven. Hij verliet Rome net voor de invoering van de wet en vluchtte naar Cyzicus.
Dankzij de steun van de pas verkozen volkstribuun Titus Annius Milo kon Cicero anderhalf jaar later, in 57 v.Chr., in triomf terugkeren naar Rome. Hij zette zijn advocatenpraktijk voort en verdedigde met succes achtereenvolgens Publius Sestius en Caelius (zie Pro Caelio), die allebei betrokken waren bij de opstootjes tussen de gewapende bendes van Milo (die zij steunden) en Clodius. Na zijn redevoering ter ere van zijn terugkeer naar de Senaat verkreeg hij van de Staat een schadeloosstelling ter waarde van 2 miljoen sestertiën, om de vernieling van zijn huis te vergoeden. Toen hij dit bedrag ontvangen had, wilde Cicero het huis opnieuw opbouwen, maar in zijn afwezigheid had Clodius op dezelfde plaats een tempel laten oprichten. Hij zou deze dus moeten afbreken. Hoewel Cicero de pontifices zover kreeg dat ze de wijding wegens een "procedurefout" ongedaan maakten (met zijn rede Pro domo sua), beschuldigde Clodius, die ondertussen verkozen was tot aedilis, hem voor de comitia tributa van heiligschennis. Hij bereikte niets met de beschuldiging, maar liet zijn bendes de arbeiders die aan het huis werkten lastigvallen, liet ze het huis van Cicero's broer Quintus in brand steken en liet ze zelfs Milo's bendes aanvallen. Ingrijpen van Pompeius was nodig om de orde te herstellen, zodat Cicero eindelijk zijn huis weer kon opbouwen.
Na Crassus' overlijden in 53 v.Chr. begon Pompeius (lid van de optimates) samen met de meerderheid van de Senaat zich tegen Caesar te keren, die op dat moment ten strijde trok tegen de Gallische stammen.
In 50 v.Chr. verdiepte zich het conflict tussen Pompeius en Caesar. Cicero gaf de voorkeur aan Pompeius, maar wilde van Caesar geen permanente vijand maken. Toen Caesar in 49 v.Chr. met zijn leger Italië binnentrok, vluchtte Cicero uit Rome. Caesar probeerde Cicero over te halen om terug te komen, maar Cicero reisde af naar Salonika. Na Caesars overwinning kwam Cicero weer terug in Rome. De verstandhouding met zijn vrouw Terentia ging daarna zienderogen achteruit en eindigde met een echtscheiding in 46 v.Chr., na meer dan dertig jaar huwelijk.
In een brief aan Varro op 20 april 46 v.Chr. vertelde Cicero hoe hij zijn rol onder Caesar zag: "Ik adviseer je te doen wat ik mijzelf adviseer – vermijd gezien te worden, ook als we niet kunnen vermijden dat er over ons gepraat wordt. Als onze stemmen niet meer gehoord worden in de Senaat en op het Forum, laat ons dan het voorbeeld volgen van de oude wijzen en ons land dienen door ons schrijven, ons concentrerend op gebieden van de ethiek en de constitutionele wetgeving."
In februari 45 v.Chr. stierf Tullia, Cicero's dochter, een schok waarvan hij nooit helemaal zou bekomen.
Cicero stond tijdens de dictatuur van Caesar een terugkeer naar de Republiek voor. In De officiis (44 v.Chr.) stelde Cicero onder meer dat er in bepaalde omstandigheden een recht van opstand bestond:
In het geval van Phalaris is een oordeel heel eenvoudig. Er is geen bondgenootschap met tirannen, integendeel, er is de grootste verwijdering, aangezien het niet in strijd is met de natuur om iemand te beroven, indien mogelijk, die op morele gronden gedood zou mogen worden, en zodoende moet deze verderfelijke plaag uitgeroeid worden uit de menselijke samenleving.

### Moord op Caesar
Cicero was getuige van de moord op Caesar in maart 44 v.Chr., maar maakte geen deel uit van het complot. Cicero en Marcus Antonius werden de twee grootste figuren in politiek Rome. Cicero als vertegenwoordiger van de Senaat en Antonius als Consul en uitvoerder van Caesars testament. Na de dood van Caesar ontstond er een machtsstrijd tussen Antonius, Lepidus en Octavianus (adoptiezoon van Caesar, later Augustus genaamd). Cicero, nog steeds een groot voorstander van de republiek, hield een aantal redes (de Philippica's), die de senaat op moesten zetten tegen Marcus Antonius, ten gunste van Octavianus, toen nog een tiener. Cicero geloofde dat Octavianus zonder veel problemen door de Senaat gebruikt kon worden (Adolescens laudandus, ornandus, tollendus – De jongeman moet worden geprezen, onderscheiden en ... ter zijde geschoven).

### Einde van zijn leven
Cicero's plan mislukte toen Antonius, Lepidus en Octavianus tot een overeenkomst kwamen en besloten hun macht te delen (het tweede triumviraat). Een van de afspraken hierbij was een hernieuwde proscriptie; dit hield in dat de drie ieder hun vijanden ongestraft mochten executeren en hun bezit mochten onteigenen. Antonius zette niet alleen Cicero op zijn lijst, maar ook diens zoon, broer en neef. Octavianus, die zijn succes deels te danken had aan Cicero, besloot Cicero geen bescherming te bieden. Cicero, zijn broer en zijn neef trachtten uit Italia te vluchten. Zijn broer en zijn neef werden vermoord toen zij hun vlucht onderbraken om aan geld te komen, maar Cicero zette door. Plutarchus beschreef de laatste momenten van Cicero: "Cicero hoorde [zijn achtervolgers] komen en gaf zijn dienaren opdracht de draagbaar (waarin hij vervoerd werd) neer te zetten waar zij stonden. Hij keek vastberaden naar zijn moordenaars. Hij was bedekt met stof; zijn haar was lang en warrig en zijn gezicht was pokdalig van zijn angsten – zodat de meeste omstanders hun gezicht bedekten terwijl Herennius hem doodde. Zijn keel werd doorgesneden toen hij zijn nek uit de draagbaar stak. Naar Antonius' orders sneed Herennius zijn hoofd en handen af." Hierop voegde Appianus deze woorden toe: "... de centurio trok zijn hoofd uit de draagstoel en sneed het van de romp; ook hakte hij de hand af waarmee Cicero zijn redevoeringen tegen Antonius als tiran had geschreven. Antonius was buiten zinnen van vreugde."
Antonius en zijn vrouw gebruikten eerst zijn lichaam als demonisch amusement. Fulvia, de weduwe van Clodius en Antonius' derde vrouw, zou naalden in Cicero's tong gestoken hebben. Cicero's hoofd en handen liet Antonius aan de rostra (het sprekerspodium) op het Forum timmeren als waarschuwing voor anderen. Cicero's zoon, Marcus, verbleef in Griekenland op het moment van de moord en ontsnapte zo aan executie. In 30 v.Chr. werd hij consul onder Octavianus, die in dat jaar Antonius had verslagen en tot zelfmoord gedreven na de ineenstorting van het tweede triumviraat.

## Overzicht van Cicero's belangrijkste werken

Opera omnia, 1566

In grote lijnen kan men Cicero's rijke literaire oeuvre indelen in vier hoofdcategorieën (tussen haakjes staan de jaartallen waarin ze werden uitgegeven of uitgesproken):

### Redevoeringen
- Pro Sexto Roscio Amerino, Voor Sextus Roscius uit Ameria, 80 v.Chr. – pleitrede voor de jonge Sextus Roscius die ervan beschuldigd werd zijn vader te hebben vermoord.
- In Verrem, Tegen Gaius Verres, 70 v.Chr. – reeks van 7 redevoeringen gericht tegen Verres, praetor in Sicilië, die zijn provincie rijkelijk geplunderd had. Cicero nam de aanklacht op zich, op verzoek van de Sicilianen zelf, die een goede herinnering hadden bewaard aan diens quaestuur in 75.
- De imperio Cn. Pompei, Over het commando van Cn. Pompejus, 66 v.Chr. – Cicero's eerste belangrijke politieke redevoering, was gericht tot het Romeinse volk ter verdediging van een wetsvoorstel van de volkstribuun Manilius, dat aan Pompejus de leiding overdroeg van de militaire campagne tegen Mithridates.
- In Catilinam, Tegen Catilina, 63 v.Chr. – vier redevoeringen tegen Catilina en zijn aanhangers met betrekking tot hun vermeende pogingen tot staatsgreep. Cicero, die dat jaar consul was, was er zo trots op dat hij zelf de uitgave ervan verzorgde in het jaar 60 v.Chr.
- Pro Murena, Voor Murena, eveneens 63 v.Chr. – chronologisch tussen de 2e en de 3e In Catilinam), een pleitrede voor een zekere Murena, die tot consul was verkozen voor het jaar 62. Een van de mislukte kandidaten diende echter een klacht in wegens vermeende omkoperij. Cicero verdedigde zijn cliënt met zoveel brio en humor dat hij werd vrijgesproken.
- Pro Archia, Voor Archias, 62 v.Chr. – de pleitrede voor de Griekse dichter Archias, die sinds jaren in Rome gevestigd was, maar wiens burgerrecht men betwijfelde. De rede is uitgegroeid tot een schitterende lofrede op de poëzie en op de literatuur in het algemeen. Cicero nam met genoegen de verdediging van Archias op zich, omdat hij bij deze een lofdicht op zijn eigen consulaat had "besteld" (overigens zonder gevolg)
- Pro Flacco, 59 v.Chr. – Ter verdediging van Lucius Valerius Flaccus (praetor in 63 v.Chr.) in de rechtbank voor afpersing.[2]
- Pro Caelio, Voor Caelius, 56 v.Chr. – is Cicero's pleitrede voor Marcus Caelius Rufus. Hij was beschuldigd door Lucius Sempronius Atratinus, wiens vader, Lucius Calpurnius Bestia, eerder aangeklaagd was door Caelius. Clodia vulde deze aanklacht aan met 2 eigen beschuldigingen: Caelius zou goud van haar hebben geleend en zou getracht hebben Clodia te vergiftigen via haar slaven.
- Pro domo sua, Rede voor zijn eigen huis, ca. 56 v.Chr. – tijdens zijn vrijwillige ballingschap uit Rome van 1½ jaar was Cicero’s huis vernield en had Clodius op die plek een tempel laten bouwen. Met deze ‘oratio pro domo sua’ overtuigt Cicero de pontifices ervan dat de wijding van die tempel ongeldig is wegens een procedurefout.
- Pro Milone, Voor Milo, 52 v.Chr. – wellicht Cicero's meesterwerk, is een pleitrede ter verdediging van Titus Annius Milo, aangeklaagd wegens moord op de demagoog Clodius.
- Pro Ligario, Voor Ligarius, 46 v.Chr. – een pleitrede voor Ligarius, een gewezen aanhanger van Pompejus, aan wie Julius Caesar na zijn overwinning in de 2e burgeroorlog de terugkeer naar Italië had verboden. Vóór de dictator pleitte Cicero – met succes overigens! – voor de terugkeer van zijn cliënt.
- Philippicae, Philippische redevoeringen tegen Marcus Antonius, 44/43 v.Chr. – een reeks van 14 redevoeringen gericht tegen de persoon van Marcus Antonius. Naar het voorbeeld van Demosthenes' Philippicae, gericht tegen Philippus II van Macedonië, klaagt Cicero hier, tegenover Senaat en Volk, de politieke ambities aan van Antonius. De inhoud van deze redevoeringen zou Cicero fataal worden.

### Traktaten over welsprekendheid
- De oratore, Over de Redenaar, 55 v.Chr. – in dialoogvorm geschreven, naar het voorbeeld van Plato's dialogen. In het eerste boek wordt gesproken over de algemene ontwikkeling die voor een redenaar onontbeerlijk is. Het tweede handelt over de inventio en de dispositio en het derde over de stijl, de lichaamstaal en de stem van de (goede) redenaar.
- Partitiones oratoriae, 54 v.Chr. ? – opgesteld ten behoeve van Cicero's zoon Marcus. Het werd een praktisch handboek in vragen en antwoorden, waarin de zoon allerlei vragen stelt in verband met de redekunst, waarop de vader dan een antwoord geeft.
- Brutus, 46 v.Chr. – een gesprek tussen Cicero, Brutus en Atticus, waarin een historisch overzicht wordt gegeven van de Romeinse welsprekendheid.
- Cicero, De Redenaar, 46 v.Chr. – een werk waarin de auteur het beeld wil tonen van de ideale redenaar. Cicero heeft hier afgezien van de dialoogvorm en het werk is dan ook minder didactisch dan zijn De Oratore.

### Filosofische traktaten
- De inventione, Over de vindingrijkheid, 78 tot 77 v.Chr. – een verzoening tussen de filosofie en de retoriek
- De re publica, De Staat, 54 tot 51 v.Chr. – traktaat dat in navolging van Plato's dialoog Politeia handelt over de ideale staat. De boeken I-III zijn grotendeels bewaard gebleven, maar van IV-VI zijn slechts fragmenten over, waaronder het zogenaamde Somnium Scipionis, waarmee het werk afsluit.
- De finibus malorum et bonorum, 45 v.Chr. – handelt (in vijf boeken) over het hoogste goed.
- Tusculanae disputationes, Gesprekken in Tusculum (vertaald door Cornelis Verhoeven), 45 v.Chr. – zijn in dialoogvorm geschreven. De gesprekspartners zijn verondersteld bijeen te komen in Cicero's villa te Tusculum. De behandelde onderwerpen (het misprijzen van de dood, het verdragen van pijn en tegenslagen, ...) zijn meestal stoïcijns van inslag.
- De natura deorum, Over de aard der goden, 45/44 v.Chr. – drie boeken die achtereenvolgens handelen over de godsopvattingen bij Epicurus, bij de Stoïcijnen en de Academici.
- De senectute, Over de Ouderdom, 44 v.Chr. – zingt de lof van het ouder worden.
- De amicitia, Over de Vriendschap, 44 v.Chr. – is een lofzang op de ideale vriendschap.
- De officiis, Over de Plichten, 44 v.Chr. – is een traktaat in drie boeken over de plichten, geschreven ten behoeve van zijn zoon Marcus.
- De fato, 'Over lotsbeschikking', 44 v.Chr. – een traktaat over het noodlot, vrije wil en verantwoordelijkheid voor het handelen.
- De legibus, Over de Wetten – handelt over het Romeins recht. Cicero pleit ervoor dat recht moet zijn gebaseerd op natuurrecht.

### Correspondentie
Het gaat over een collectie van ongeveer 900 brieven (waaronder ook enkele antwoorden van correspondenten). De publicatie ervan werd verzekerd hetzij door Atticus (althans voor de brieven aan deze gericht), hetzij door Cicero's privésecretaris Tiro (een vrijgelaten slaaf).
- Ad Familiares, Aan familie en vrienden, jaren 63 tot 43 v.Chr. – zijn 16 boeken met brieven gericht tot zijn vrouw, zijn dochter, zijn zoon, zijn secretaris en een groot aantal vrienden en relaties.
- Ad Atticum, Aan Atticus, jaren 68 tot 43 v.Chr. – eveneens 16 boeken met brieven gericht tot zijn beste vriend Titus Pomponius Atticus, wiens zus gehuwd was met Cicero's broer Quintus.
- Ad Quintum fratrem, Aan zijn broer Quintus, jaren 60 tot 54 v.Chr. – drie boeken met brieven gericht tot zijn broer Quintus toen deze stadhouder in Klein-Azië was.
- Ad Brutum, Aan Brutus, 44/43 v.Chr. – de authenticiteit van deze 2 boeken met brieven wordt betwijfeld.

## Trivia
- Een tekst van Cicero ligt aan de basis van het nog altijd in de grafische wereld (en die van de moderne dtp-programma's) toegepaste Lorem ipsum.
- Bekende uitspraak van Cicero: "Quo usque tandem abutere, Catilina, patientia nostra?" of "Hoelang nog, Catilina, zul je ons geduld op de proef blijven stellen?" (begin van Cicero's "Redevoering tegen Catilina").
- Er is een drukletter Cicero (12 punten) gemaakt rond 1467 voor de uitgave van zijn geschriften. (1 cicero = 12 didotpunten = 4,51 mm. Dit is de typografische maat die op het vasteland van Europa gebruikelijk was. Na de teloorgang van de boekdruk maakte de cicero plaats voor de Angelsaksische pica.)
- De spreekwoordelijke wijsheid van Cicero leidde tot het woord cicerone, dat reisgids of vraagbaak betekent.
- Het werk De Rerum Natura van Titus Lucretius Carus dat, behalve om de inhoud, ook om zijn literaire kwaliteiten van grote betekenis is, werd door toedoen van Cicero, die zelf allerminst een aanhanger van Lucretius' leer was, postuum uitgegeven. Deze schreef aan zijn broer Quintus: ‘de gedichten van Lucretius zijn inderdaad zoals je schrijft: ze bevatten veel momenten waarop zijn genie opvlamt, maar ook veel techniek.'
- Robert Harris schreef een romantrilogie over Cicero's leven, uit het perspectief van de memoires van Tiro[3]
  - Imperium (2006) gaat over Cicero's strijd tegen de corruptie van Verres tot aan zijn verkiezing tot consul
  - Lustrum (2009, in de Amerikaanse editie: Conspirata) over het consulaat
  - Dictator (2015) over Caesars veldtochten, het einde van de republiek en Cicero's gewelddadige dood

## Kritiek op Cicero
Michael Parenti heeft een studie en boek
geschreven waarin Cicero veelvuldig genoemd wordt als tegenstander van Caesars 'volkse' beleid. Parenti betoogt dat bij Cicero's oprechtheid in zijn vredelievende geschriften vraagtekens gezet kunnen worden. Cicero zou steevast voor de heersende elite hebben gekozen en zich van de verpauperde mensen weinig aangetrokken hebben.